# Baeus dux
Baeus dux är en stekelart som beskrevs av Girault 1933. Baeus dux ingår i släktet Baeus och familjen Scelionidae. Inga underarter finns listade.